# Rogeria exsulans
Rogeria exsulans är en myrart som beskrevs av Wilson och Taylor 1967. Rogeria exsulans ingår i släktet Rogeria och familjen myror. Inga underarter finns listade i Catalogue of Life.